# Туканово
Тукано́во (рос. Туканово) — присілок у складі Сюмсинського району Удмуртії, Росія.
Населення — 39 осіб (2010; 64 в 2002).
Національний склад (2002):
- удмурти — 97 %

## Урбаноніми[3]
- вулиці — Тукановська